# Solopysky (Suchdol)
Solopysky (německy Solopisk) jsou vesnice, část obce Suchdol v okrese Kutná Hora. Nachází se asi 3,5 kilometru jihozápadně od Suchdola. Solopysky leží v katastrálním území Solopysky u Kutné Hory o rozloze 5,28 km².

## Název
Název vesnice je pravděpodobně odvozen v posměšném významu ze slov sůl a pysky jako ves solopysků, tj. lidí, kteří solili pysky. Odkazoval na relativní vzácnost soli a nutnost jejího dovozu. V historických pramenech se jméno objevuje ve tvarech: Solopisk (1352–1384), Solopiesk (1385 až okolo roku 1405), Solopisk (1389), Solopysk (1424), z Solopisk (1482, 1499) a Solopysky (1654).

## Historie
První písemná zmínka o vesnici pochází z roku 1352.

## Pamětihodnosti
- Kostel svatého Bartoloměje[5]
- Fara čp. 37[6]
- Kaple svatého Cyrila a Metoděje v polích severovýchodně od vesnice
- Památné lípy u vchodu na hřbitov u kostela svatého Bartoloměje (tři lípy malolisté, čtvrtá poražena v roce 2006)[7]
- Památný strom (vedle kaple svatého Cyrila a Metoděje), mohutná lípa malolistá/srdčitá (výška 20 metrů, obvod 308 centimetrů)[8]
- Pozůstatky dvoru Kunwald (také Kunvald) v lese asi jeden kilometry od Solopysk. Dvůr pochází ze 17. století a patřil rodině Vraždů z Kunwaldu, později ho získal Leopold ze Šternberka. Od devadesátých let 20. století není využívaný, v současné době z něj zbývají jen ruiny.[9]

## Fotogalerie

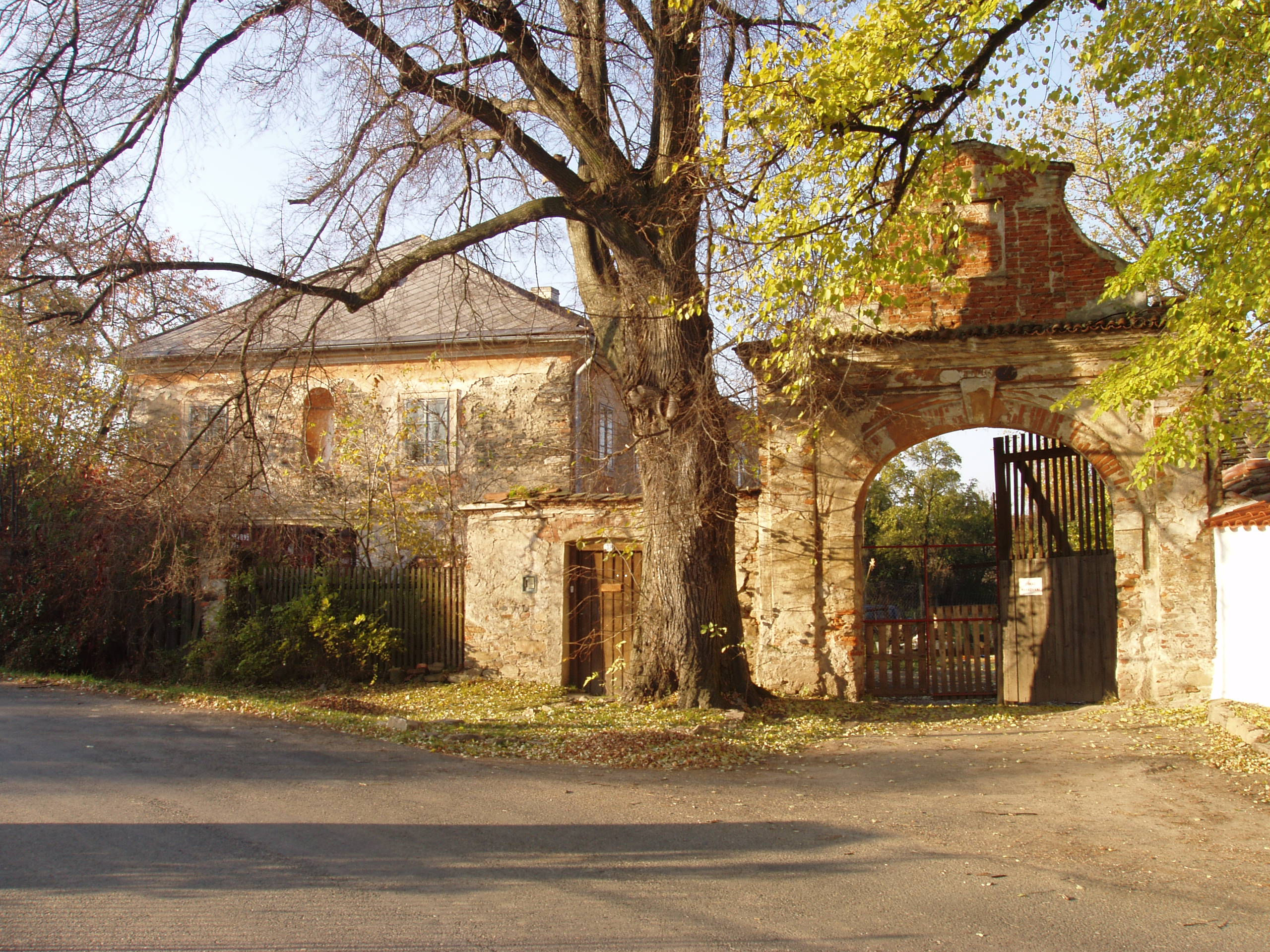
Fara
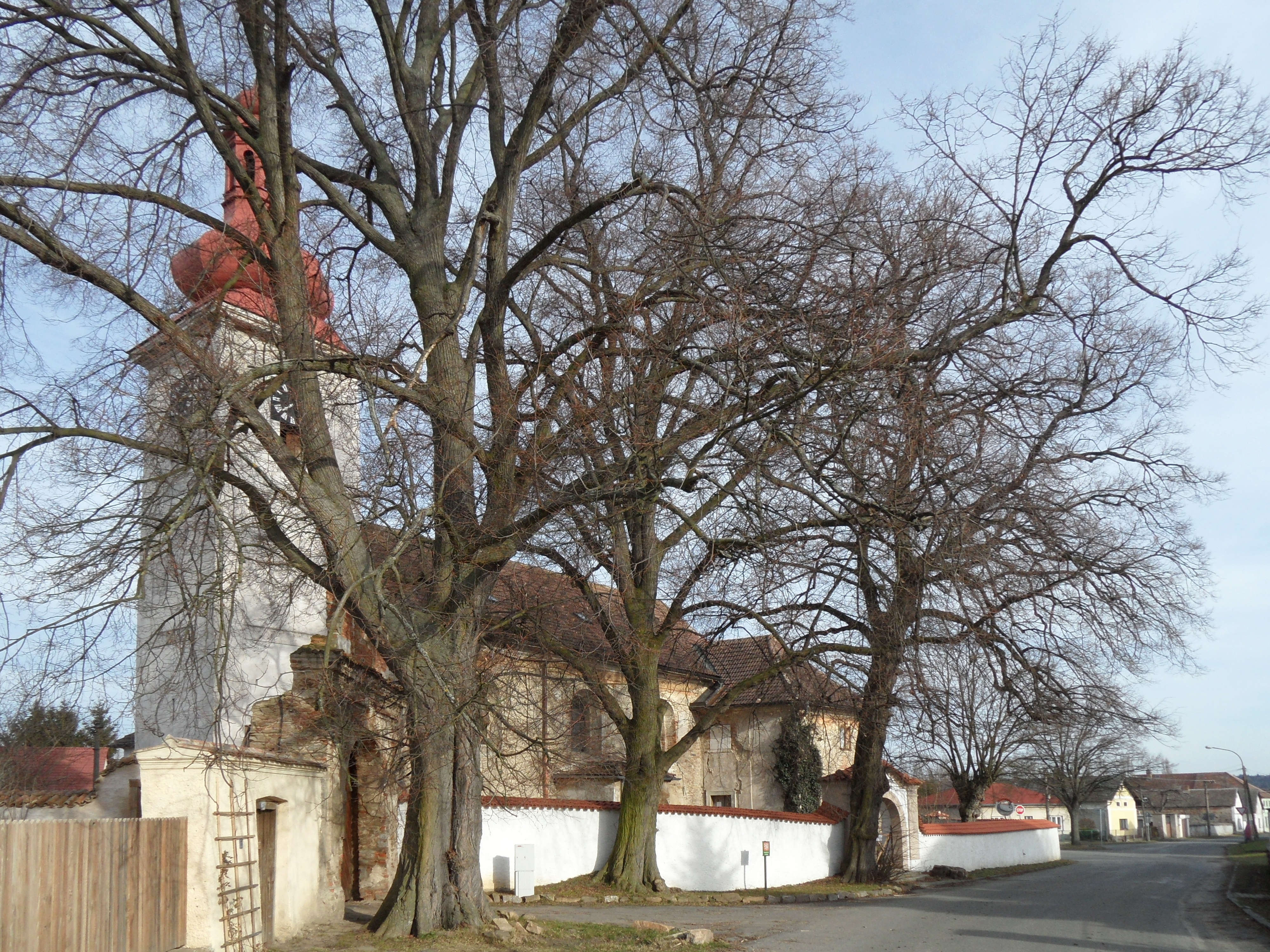
Památné lípy u kostela
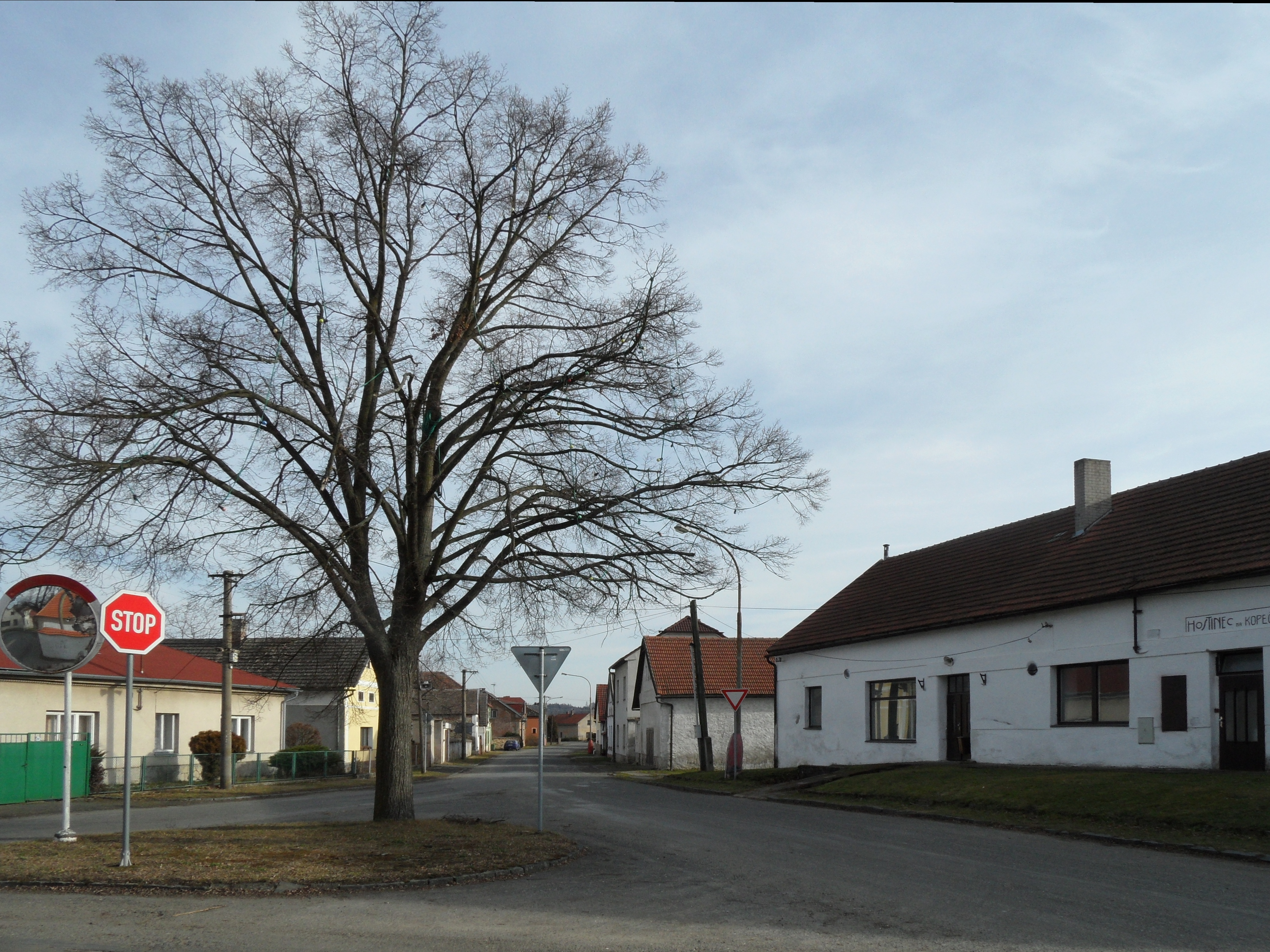
Náves a silnice do Rozkoše
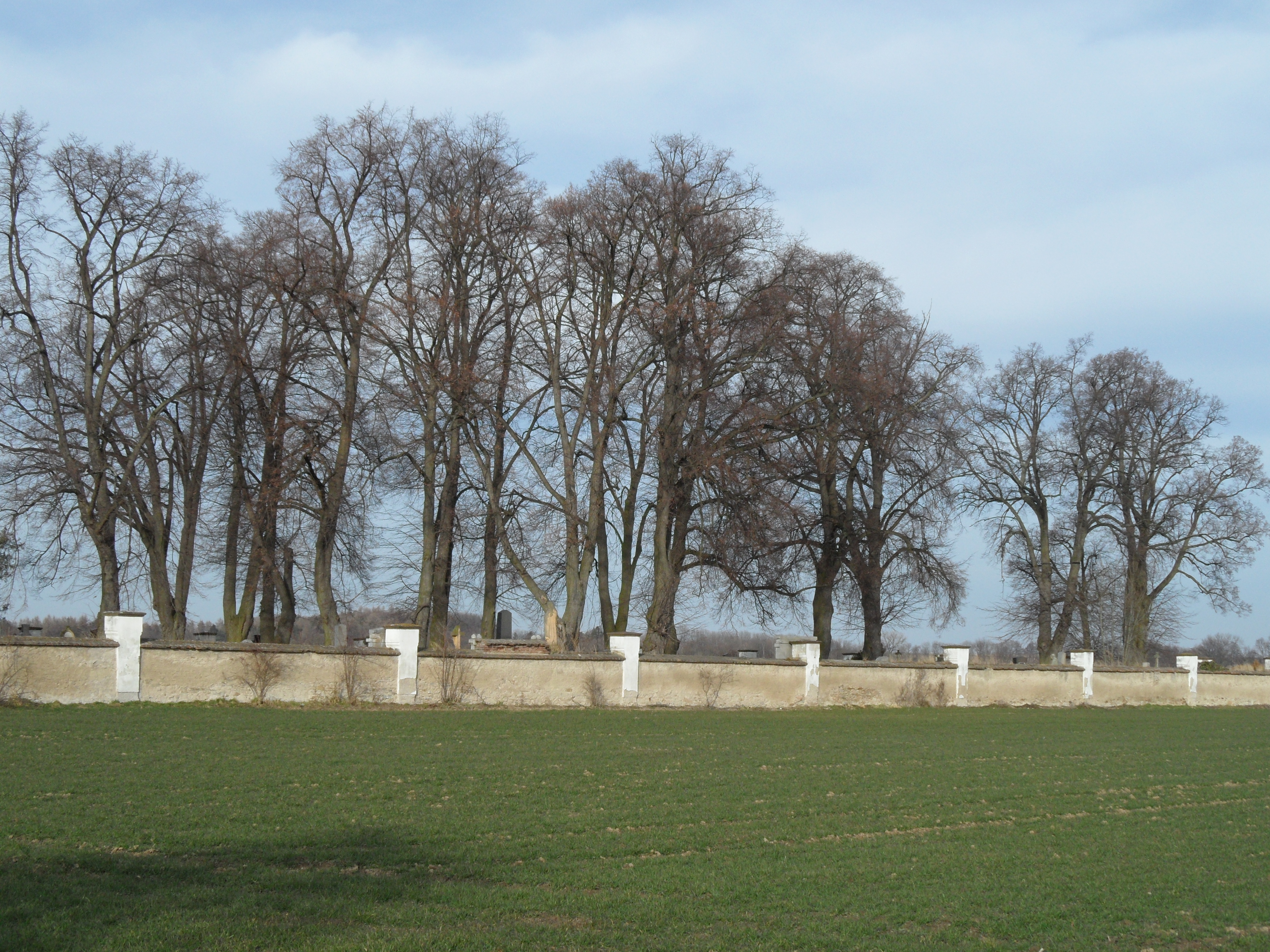
Stromy v areálu hřbitova
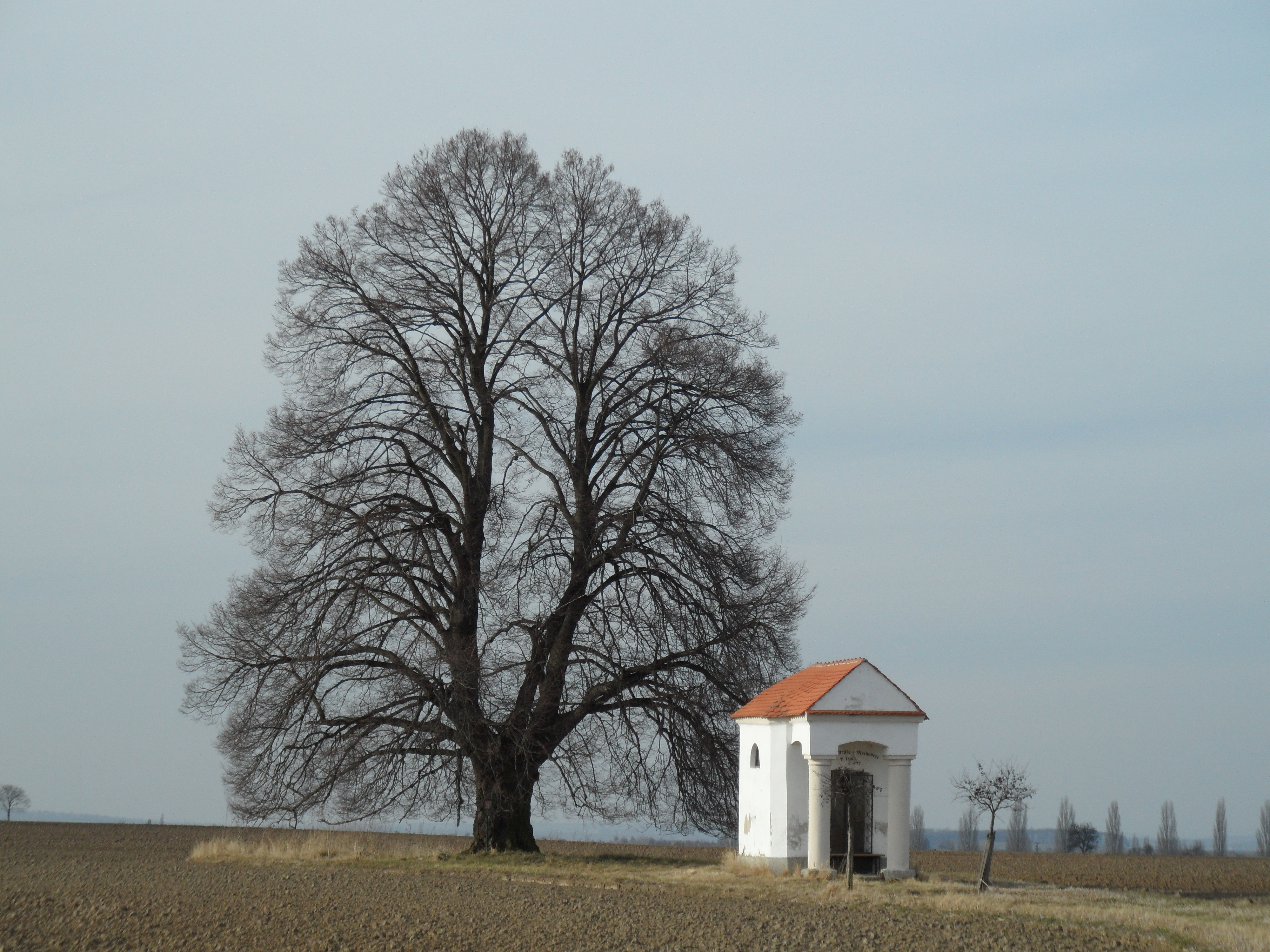
Kaple s památnou lípou
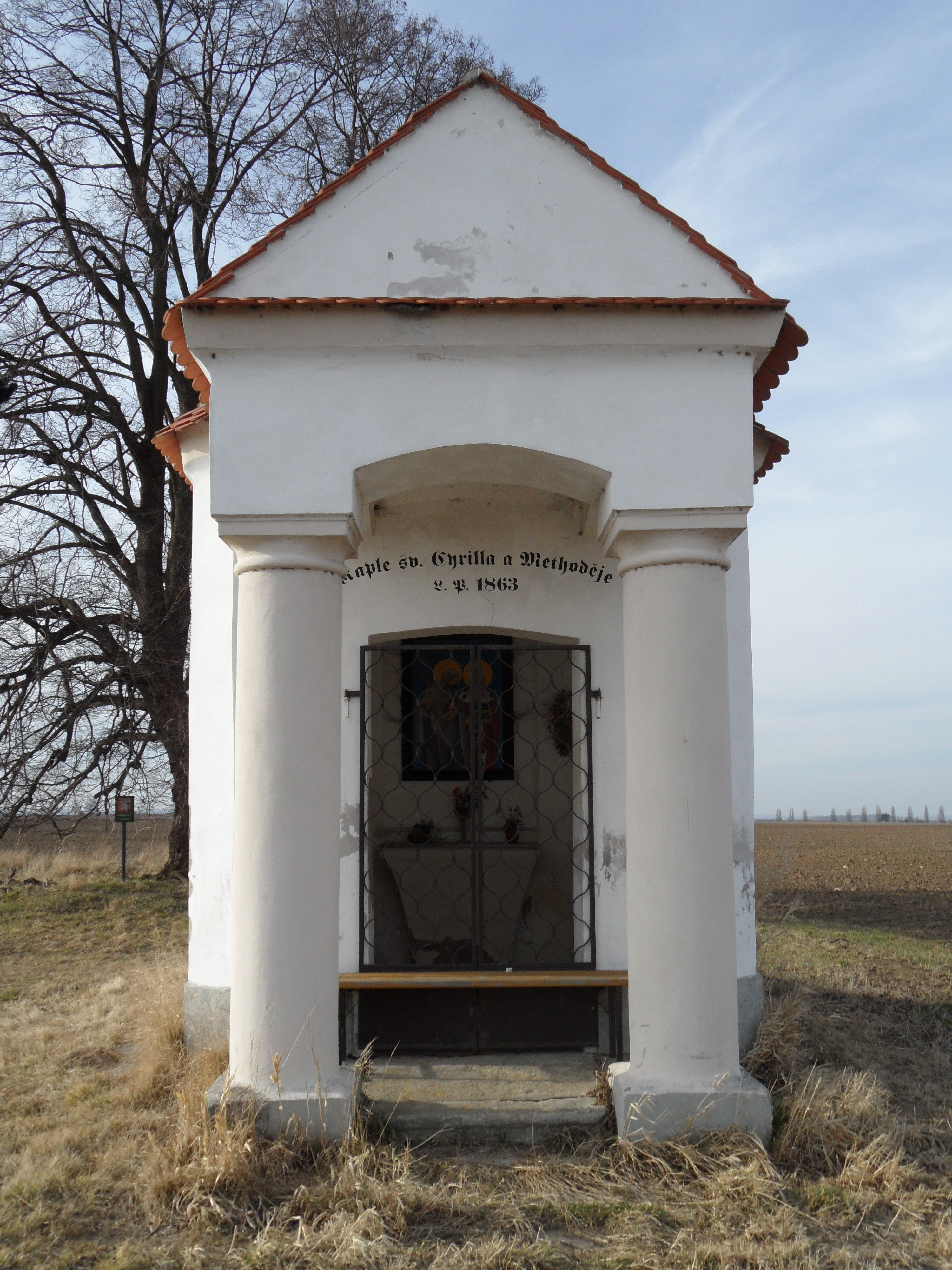
Kaple svatého Cyrila a Metoděje
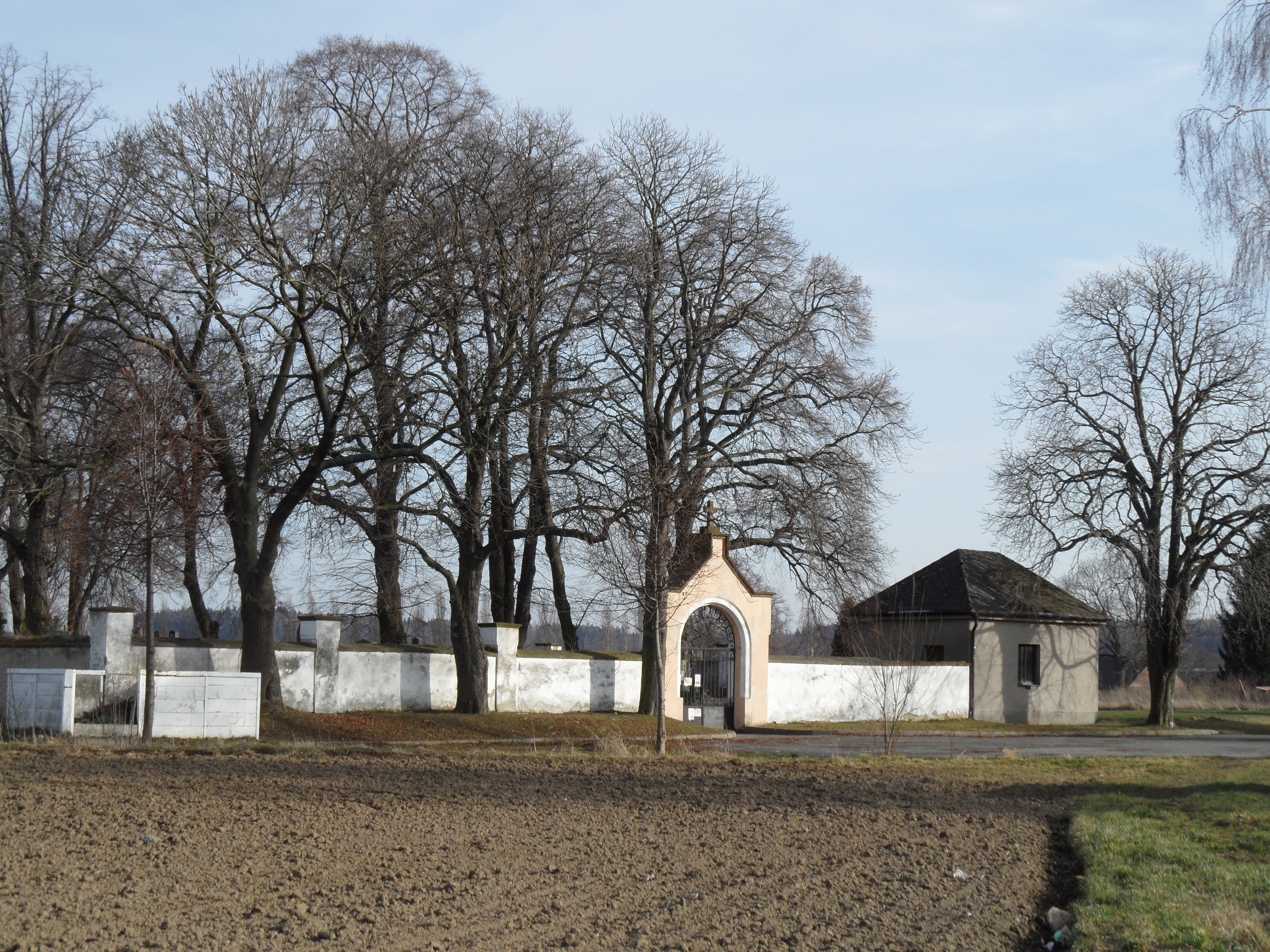
Vchod na hřbitov (pohled od kaple)